# グレミオ・エスポルチーヴォ・オザスコ
グレミオ・エスポルチーヴォ・オザスコ (ポルトガル語: Grêmio Esportivo Osasco)、通称グレミオ・オザスコ (ポルトガル語: Grêmio Osasco)は、ブラジル・サンパウロ州オザスコを本拠地とするサッカークラブである。2007年12月17日設立

## タイトル

### 国内タイトル
なし

### 国際タイトル
なし

## 歴代所属選手
- フランセルジオ・エウリペデス・フェレイラ・バストス 2009
- ファビオ・カミーリョ・デ・ブリト 2011
- ハファエル・ドス・サントス・マセナ 2011
- ウーゴ・ダ・シウヴァ・アウカンタラ 2013
- リカルド・ルーカス 2013
- パウロ・セルジオ・ローザ 2013